# Rutilus pigus
A Rutilus pigus a sugarasúszójú halak (Actinopterygii) osztályának pontyalakúak (Cypriniformes) rendjébe, ezen belül a pontyfélék (Cyprinidae) családjába tartozó védett faj.

## Előfordulása
A Rutilus pigus előfordul Svájcban és Észak-Olaszország folyóiban a Livenza és a Pó vízrendszerében, beleértve a Lago Maggiorét is.

## Megjelenése
Ennek a halfajnak az átlagos mérete 25 centiméter; azonban 45 centiméteresre és 2 kilogrammosra is megnőhet. Az ezüstös testének oldalai, bronzárnyalatúak. Sötét foltok is láthatók rajta. A pofája kúpszerű.

## Életmódja
Főleg hegyvidéki tavak és nagyobb, illetve közepes méretű folyók lakója. Algákkal, törmelékkel és gerinctelenekkel táplálkozik. Legfeljebb 9 évig él.

## Szaporodása
Az ivarérettséget a hím 3-4, míg a nőstény 5 évesen, azaz 28-33 centiméteresen éri el. Az ívási időszaka április és május között van. Az íváshoz a sekély részeket keresi, ahová 35-60 ezer ikrát rak le.